# Jojo (seriál)
Jojo je československý televizní seriál několika příběhů Joja a jeho lidské kamarádky, který v roce 1982 natočila režisérka Svatava Simonová.
Jojo je rozpustilé a vždy se mu stane nějaký úraz, který mu pak jeho kamarádka ošetřuje. Seriál byl vysílán v rámci pořadu Studio Kamarád. V seriálu hraje Jitka Molavcová, Jojo  namluvila Aťka Janoušková.